# 나이토 마사쓰네
나이토 마사쓰네(일본어: 内藤政恒, 1836년 12월 29일 ~ 1859년 11월 17일)는 일본 에도 시대의 다이묘로, 유나가야번의 11대 번주이다. 관위는 종5위하, 하리마노카미이다.
시나노 마쓰모토 번주 마쓰다이라 미쓰쓰네의 넷째 아들로 태어났다. 1855년, 유나가야 번주 나이토 마사타미가 죽자 양자가 되어 그 뒤를 이었다. 1859년, 24세의 나이로 사망하였다. 두 명의 자식이 연이어 요절하였고, 셋째 아들 마사야스가 1857년에 태어났으나, 그 전에 나이토 마사토시가 양자로 받아들여져 마사쓰네 사후 번주직을 계승하였다.
| 전임 나이토 마사타미 | 제11대 유나가야번 번주 (나이토 가문) 1855년 ~ 1859년 | 후임 나이토 마사토시 |